# Ruta polar
Una ruta polar es una ruta aeronáutica a través de las regiones polares.

## El Ártico
La FAA de Estados Unidos define el área polar norte de operaciones como el área al norte del paralelo 78° N, lo cual es el norte de Alaska y gran parte de Siberia. El término "ruta polar" era originalmente más general, que se aplica a las rutas de gran círculo entre Europa y la costa oeste de América del Norte en la década de 1950. SAS fue primero: sus vuelos DC-6B entre Los Ángeles y Copenhague comenzaron en 1954. Los vuelos DC-6B de Canadian Pacific comenzaron la ruta Vancouver-Ámsterdam en 1955, luego Pan Am y TWA comenzaron a volar desde la costa oeste de Estados Unidos a París y Londres en 1957. SAS fue la primera otra vez, volando de Europa a Tokio vía Anchorage con DC-7C en febrero de 1957. Los L1649 de Air France y los DC-7C de KLM siguieron en 1958.
Durante gran parte de la Guerra Fría, la región del Ártico era una zona de amortiguación entre la Unión Soviética y América del Norte. Vuelos civiles desde Europa hasta el Lejano Oriente asiático no fueron capaces de cruzar la Unión Soviética o China y tuvieron que utilizar una ruta de Oriente Medio o conectarse a través de Alaska a través de la región del Ártico. Estas rutas de la Guerra Fría se extendían desde la costa norte de Alaska a través de Groenlandia a Europa. El vuelo 902 de Korean Airlines fue derribado en la URSS en 1978 después de que la tripulación cometió graves errores de navegación al intentar volar por la ruta polar asignada. Otro vuelo con una suerte similar fue el vuelo 007 de Korean Air en 1983.
En septiembre de 1945 tres generales estadounidenses volaron tres Boeing B-29 Superfortress de la isla japonesa de Hokkaido a Chicago en un vuelo récord, en una ruta de gran círculo cerca del círculo polar ártico. El vuelo se encontró con hielo, pero la posibilidad de vuelos de las aerolíneas se anunció, al igual que la posibilidad de ataques hostiles sobre el Polo.
Aviones como el Boeing 747-400 y el Airbus A340, con intervalos de alrededor de 7000 millas náuticas (13 000 km), también eran necesarios para cubrir las distancias entre los aeropuertos adecuados. Antes de esta época, todos los vuelos desde América del Norte a Asia fueron enrutados alrededor del bloque comunista mediante una serie de rutas entre Alaska y Japón.
El principal obstáculo para vuelos a través de Rusia fue el inadecuado sistema de control de tráfico aéreo de Rusia y la falta de comunicación en inglés. Para resolver estos problemas RACGAT (Grupo de Coordinación ruso-estadounidense para tráfico aéreo) se formó en 1993. Para el verano de 1998, el gobierno ruso dio permiso para abrir cuatro rutas transpolares, llamadas Polar 1, 2, 3 y 4. Cathay Pacific voló el primer vuelo polar en Siberia en julio de 1998.
Las rutas polares son ahora comunes en las líneas aéreas que conectan las ciudades de Asia (Bangkok, Pekín, Dubái, Hong Kong, Nueva Delhi, Seúl, Singapur, Taipéi y Tokio) a ciudades de América del Norte (Nueva York, Chicago, Detroit, Houston, Los Ángeles, San Francisco, Toronto, Vancouver y Washington D. C.). Emirates vuela sin escalas desde Dubái a la Costa Oeste de Estados Unidos (San Francisco y Los Ángeles), viniendo a unos pocos grados (hasta 88 grados de latitud) del polo norte.

## Antártida
Ninguna aerolínea vuela sin escalas haciendo una ruta de gran círculo sobre la Antártida. Los vuelos directos entre Sudáfrica y Nueva Zelanda podrían sobrevolar la Antártida, pero ningún vuelo así ha sido programado.
Aerolíneas Argentinas ofreció su último vuelo sin escalas entre Sídney y Buenos Aires el 1 de abril de 2014. LATAM vuela sin escalas entre Auckland, Melbourne y Santiago (en el cual dependiendo de la época del año se puede observar la capa de hielo) y Qantas vuela sin escalas entre Sídney y Santiago (siendo esta la ruta polar más austral). Dependiendo de los vientos, estos vuelos pueden alcanzar los 55°S. Otras veces pueden alcanzar los 71°S, permitiendo cruzar el casquete polar.
El vuelo de Qantas QF 63/64 de Sídney a Johannesburgo a veces (dependiendo de los vientos) vuela sobre el círculo polar antártico a 71°S, permitiendo vistas de la capa de hielo.
En marzo de 2018 de anunció que la aerolínea Norwegian recibió luz verde para volar de Sudamérica a Asia atravesando la Antártida

## Consideraciones operativas
El documento de la FAA de 2001 Guidance for Polar Operations (Guía para operaciones polares) especifica algunos requerimientos para vuelo polar, que incluye dos trajes para clima frío, capacidades especiales de comunicación, designación de aeropuertos alternativos en la zona ártica, planes concretos para recuperar pasajeros varados, estrategia en caso de congelación de combustible (lo que suele pasar entre -40 y -50 °C) y requerimientos de control.